# كريات شمونة
كريات شمونة ومعناها الحرفي: (قرية الثّمانية) (بالعبرية: קִרְיַת שְׁמוֹנָה) هي مستوطنة تقع في المنطقة الشمالية من الأراضي الفلسطينية المحتلة عام 1948 في إسرائيل على المنحدرات الغربية من سهل الحولة بالقرب من الحدود اللبنانية. تأسست المدينة عام 1949 على أنقاض قرية الخالصة بعد تدميرها وتهجير أهلها عام 1948. يبلغ عدد سكانها 23,076 نسمة حسب إحصائيات عام 2015.

## توأمة
لكريات شمونة اتفاقيات توأمة مع كل من:
- آمستد
- نانسي
- ميمينجين (3 أبريل 2009 - )

## أعلام
- داني أموس
- دودي سيلا
- يغئال غويطة